# موتور زنجيري (صوغان)
موتور زنجیري (بالإنجليزية: Mowtowr-e Zanjiri)‏ هي منطقة سكنية تقع في إيران في قسم صوغان الريفي. يقدر عدد سكانها بـ 237 نسمة .